# Циклопія (аномалія)
Циклопія (лат. Cyclopia) — вроджений дефект у хребетних при якому очні яблука повністю або частково зрощені і поміщені в одній очниці, яка розташована по середній лінії обличчя. «Циклопи» гинуть на перших днях життя.

### Ознаки дефекту
Зазвичай ніс або відсутній, або не функціонує. Ця деформація (її називають хоботком), як правило, утворюється над центральним оком або на спині.  Більшість таких ембріонів або помирають під час пологів або за декілька днів після народження. Хоча циклопія зустрічається рідко, в медичних музеях збереглися кілька циклопічних людських немовлят.
Деякі випадки циклопії були зафіксовані у сільськогосподарських тварин (коні, вівці, свині, а іноді й кури). У таких випадках ніс і рот не утворюються, або ніс росте з верху рота, перешкоджаючи потоку повітря, внаслідок чого тварина помирає незадовго  після народження.